# Першутино (Московская область)
Першутино — деревня в городском округе Клин Московской области России. До 2017 года входила в состав городского поселения Клин. Расположена к западу от города Клина на трассе Р107 Клин — Лотошино. Население — 267 чел. (2010).
В декабре 1941 года около деревни проходила линия фронта, здесь вёл бои с немецко-фашистскими войсками 46-й отдельный мотоциклетный полк.
В деревне находится Часовня Пантелеимона Целителя, построенная в 1861 году в честь отмены крепостного права (по другим источникам в 1905 году), в советское время в ней располагался пункт продажи керосина от магазина Клинского райпо, восстановлена в своём прежнем статусе в 1996 году.

## Население
| 1852 | 1859 | 1890 | 1899 | 1926 | 2002 | 2006 |
| ---- | ---- | ---- | ---- | ---- | ---- | ---- |
| 331  | ↗346 | ↗380 | ↗502 | ↗571 | ↘274 | →274 |
| 2010 |      |      |      |      |      |      |
| ↘267 |      |      |      |      |      |      |

## Известные уроженцы
- В. Л. Морозов (1892—1957) — советский военачальник, гвардии генерал-майор.
- Ю. П. Артюхин (1930—1998) — советский лётчик-космонавт.
- О. В. Иванов (род. 1962) — российский учёный, деятель киноиндустрии, актёр, кинокритик, секретарь Союза кинематографистов России.